# Maria Misińska
Maria Misińska (ur. 26 marca 1908 r. w Rozdole, zm. 31 marca 1982 r. w Łodzi) – etnografka, kustoszka w Muzeum Archeologicznym i Etnograficznym w Łodzi, adiunkt w Pracowni Etnografii Polskiej Instytutu Historii Kultury Materialnej Polskiej Akademii Nauk (IHKM PAN).

## Życie prywatne i edukacja
Maria Janina Misińska urodziła się w Rozdole, miasteczku nad Dniestrem, gdzie ukończyła cztery klasy szkoły powszechnej. Jej ojciec Jerzy Jan Misiński był nauczycielem, a matka Alodia Franciszka z Jungowskich pochodziła ze sfer ziemiańskich. Po czterech latach edukacji młodej M. Misińskiej, rodzina przeniosła się w rodzinne strony matki, czyli w okolice Łodzi. W latach 1922–1929 uczęszczała do Gimnazjum Matematyczno-Przyrodniczego im. Stanisława Staszica w Zgierzu, tam zdała maturę. Po dwóch latach przerwy spowodowanej chorobą, w 1931 r. rozpoczęła naukę na Wydziale Humanistycznym Uniwersytetu Warszawskiego (UW). Tytuł magistra filozofii w zakresie antropologii, etnografii z etnologią i prehistorii otrzymała w 1936 r. pisząc, pod kierunkiem prof. dr Stanisława Poniatowskiego, pracę Geneza bębna i dzwonu (The origin of bell and drum). W 1961 r. na podstawie dysertacji Spław drewna na rzekach polskich w drugiej połowie XIX w. i w wieku XX, której promotorką była prof. Kazimiera Zawistowicz-Adamska, uzyskała stopień doktora nauk humanistycznych w zakresie etnografii na Uniwersytecie Łódzkim (UŁ).
W latach 1936–46 była w związku małżeńskim z etnografem Stanisławem Dworakowskim, badaczem zajmującym się północno-wschodnim Mazowszem, z którym rozwiodła się powracając do panieńskiego nazwiska. Mieli syna Jerzego Antoniego.
M. Misińska została pochowana w Łodzi na Starym Cmentarzu przy ul. Ogrodowej.

## Działalność zawodowo-naukowa
W 1935 r., w trakcie studiów, M. Misińska rozpoczęła pracę asystentki w Zakładzie Etnografii Instytutu Nauk Antropologicznych i Etnologicznych Towarzystwa Naukowego Warszawskiego. 1 września 1939 r. została mianowana do objęcia stanowiska asystentki w Katedrze Etnologii i Etnografii Ogólnej UW, jednak na skutek wybuchu wojny do rozpoczęcia pracy nie doszło. Okres okupacji spędziła w Warszawie, a po wojnie w 1945 r. zamieszkała na stałe w Łodzi. Na początku pracowała jako nauczycielka geografii w XI Gimnazjum i Liceum (1945–1946) i w Państwowej Szkole Techniczno-Przemysłowej (1946–1950), natomiast potem jako bibliotekarka w Bibliotece im. Ludwika Waryńskiego (1950–1951), by w 1952 r. objąć stanowisko etnografki w Muzeum Archeologicznym i Etnograficznym (1952–1962). Prowadziła Dział Tkactwa Ludowego, pełniąc na początku funkcję zastępcy kierownika, potem kierowniczki zespołu etnograficznego. Od 1954 r. pracowała na kontrakcie również w Pracowni Etnograficznej IHKM PAN, a  w latach 1962–1969 na etacie adiunktki, prowadząc m.in. ćwiczenia z muzealnictwa dla studentów etnografii UŁ.
W 1954 r. nawiązała współpracę z ośrodkiem naukowo-badawczym przy Zakładzie Etnografii na UŁ, którego kierowniczką była prof. Kazimiera Zawistowicz-Adamska.
Badaczka przeważnie prowadziła badania indywidualne oparte na własnych koncepcjach, jednak na początku swojej działalności brała udział w zespołowych. Pierwsze jej badania terenowe dotyczyły wiejskich rzemiosł w Czarnocinie (1952–1954). Na potrzeby Polskiego Atlasu Etnograficznego przeprowadzała wywiady we wsiach w Wielkopolsce i na Kujawach (1954); była członkinią zespołu badawczego zajmującego się tkactwem w Klonowej, Załęczu Wielkim oraz w rawskim; realizowała badania dotyczące m.in. rybołówstwa na Pilicy (1957–1958), spławu drewna w Polsce (1957–1960), emigracji amerykańskiej i migracji zarobkowych na Podhalu (1962–1965), nad przemianami kulturowymi i społecznymi na Podhalu po drugiej wojnie światowej (1966–1969). W obrębie jej zainteresowań były też studia nad współdziałaniem na wsi.
Uczestniczyła w pracach Komisji Karpackiej, działającej w ramach Międzynarodowej Komisji do Badania Kultury Ludowej w Karpatach i na Bałkanach. Jako adiunktka Łódzkiej Pracowni Etnograficznej Zakładu Etnografii Polski IHKM PAN odbyła kilka zagranicznych podróży do Czechosłowacji (1963), Rumunii (1964–1965) i Bułgarii (1965–1966), których celem było nawiązanie współpracy w zakresie badań karpackich.
Była członkinią łódzkiego oddziału  Polskiego Towarzystwa Ludoznawczego (1954–1969).

## Ważniejsze publikacje
M. Misińska  była redaktorką czasopisma „Prace i Materiały Muzeum Archeologicznego i Etnograficznego w Łodzi. Seria Etnograficzna” (1964–1968). Opublikowała łącznie 25 prac (artykuły, rozprawy, sprawozdania, recenzje) przeważnie w „Pracach i Materiałach Muzeum Archeologicznego i Etnograficznego w Łodzi. Seria Etnograficzna”, „Łódzkich Studiach Etnograficznych” oraz „Etnografii Polskiej”. Będąc już na emeryturze w 1971 r. na zlecenie IHKM PAN opracowała syntezę stanu i problematyki badań etnograficznych dotyczących Podhala. Jej publikacje opierają się głównie na przekazach terenowych.
Dworakowska Maria, The origin of bell and drum. Warszawa, 1938.
Rybołówstwo na Pilicy. „Prace i Materiały Muzeum Archeologicznego i Etnograficznego w  Łodzi. Seria Etnograficzna”,1958, nr 2, s. 7–22.
Spław drewna na Pilicy. „Prace i Materiały Muzeum Archeologicznego i Etnograficznego w  Łodzi, Seria Etnograficzna”,1958, nr 2, s. 25–42.
Spław drewna w Karpatach i na Podkarpaciu w drugiej połowie XIX w. i w wieku XX. „Etnografia Polska”, 1961, nr 5, s. 232–259.
Tradycyjny spław drewna nad Odrą w drugiej połowie XIX I w XX wieku. [w:] Stare i Nowe Siołkowice. Cz. 2. Red. M. Gładysz. Wrocław, 1966, s. 261–282.
Dawne i współczesne formy współdziałania i pomocy wzajemnej we wsi Waksmundzie na Podhalu. „Łódzkie Studia Etnograficzne”, 1967, t. 9, s. 139–155.
Muzea etnograficzne w Bułgarii, „Etnografia Polska”, 1967, nr 11, s. 488–494.
Przemiany współczesne w dziedzinie tradycyjnej kultury na Podhalu. „Łódzkie Studia Etnograficzne”, 1968, t. 10, s. 71–80.
Tkactwo w Rzeczycy [W:] Studia i materiały do historii kultury wsi polskiej w XIX i XX w. Red. K. Zawistowicz-Adamska. Wrocław, 1958, s. 75–118.